# Sivingasoq

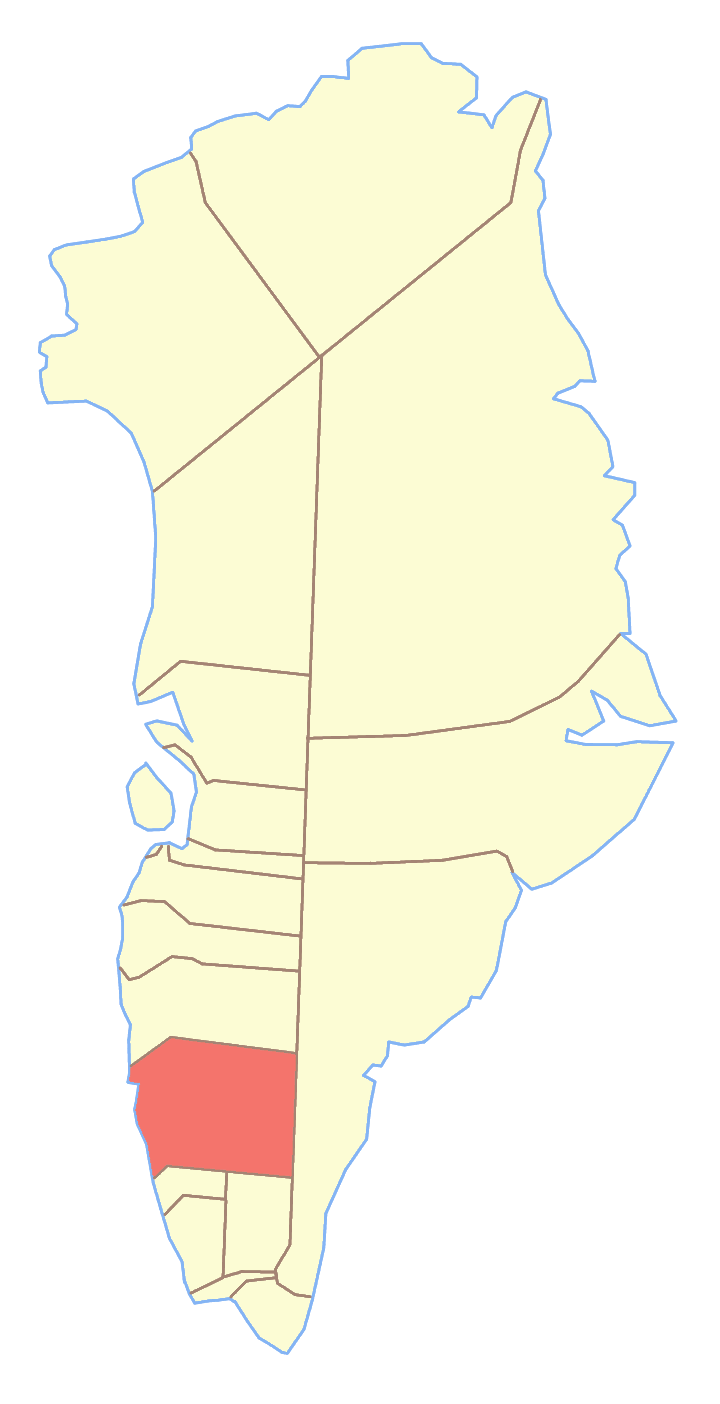
Ex comune di Nuuk, dove si trovava il Sivingasoq

Il Sivingasoq è una montagna della Groenlandia di 720 m. Si trova a 64°09'N 51°33'O; appartiene al comune di Sermersooq.